# James C. Freeman

James C. Freeman

James Crawford Freeman (* 1. April 1820 in Gray, Jones County, Georgia; † 3. September 1885 in Atlanta, Georgia) war ein US-amerikanischer Politiker. Zwischen 1873 und 1875 vertrat er den Bundesstaat Georgia im US-Repräsentantenhaus.

## Werdegang
James Freeman besuchte die öffentlichen Schulen seiner Heimat und arbeitete danach in der Landwirtschaft. Im Jahr 1865 zog er nach Griffin, wo er diese Tätigkeit fortsetzte. Außerdem stieg er in den Handel und das Bankgewerbe ein.
Politisch schloss sich Freeman nach dem Bürgerkrieg der Republikanischen Partei an. Bei den Kongresswahlen des Jahres 1872 wurde er im fünften Wahlbezirk von Georgia in das US-Repräsentantenhaus in Washington, D.C. gewählt, wo er am 4. März 1873 die Nachfolge von Dudley M. DuBose antrat. Bis zum 3. März 1875 absolvierte er nur eine Legislaturperiode im Kongress. Bemerkenswert ist, dass er Henry Ossian Flipper an die US-Militärakademie in West Point vermittelte, der als erster Afroamerikaner diese Akademie absolvierte.
Nach seinem Ausscheiden aus dem US-Repräsentantenhaus zog James Freeman nach Atlanta, wo er im Handel arbeitete. Dort ist er am 3. September 1885 auch verstorben.